# Issoria messoa
Issoria messoa är en fjärilsart som beskrevs av Hans Fruhstorfer 1912. Issoria messoa ingår i släktet Issoria och familjen praktfjärilar. Inga underarter finns listade i Catalogue of Life.